# Батаевский сельсовет (Астраханская область)
Бата́евский сельсове́т — сельское поселение в Ахтубинском районе Астраханской области.
Административный центр — село Батаевка.

## История
С 1 января 2006 года в соответствии с Законом Астраханской области № 43/2004-ОЗ от 6 августа 2004 года муниципальное образование наделено статусом сельского поселения.

## Население
| 2010 | 2012 | 2013 | 2014 | 2015 | 2016 | 2017 |
| ---- | ---- | ---- | ---- | ---- | ---- | ---- |
| 548  | ↗589 | ↘555 | ↘516 | ↗528 | ↘494 | ↘488 |
| 2018 | 2018 | 2019 | 2020 | 2021 |      |      |
| ↘486 | →486 | →486 | ↘475 | ↘351 |      |      |

## Состав сельского поселения
| № | Населённый пункт | Тип населённого пункта       | Население |
| - | ---------------- | ---------------------------- | --------- |
| 1 | Батаевка         | село, административный центр | ↘543      |
| 2 | Рождественка     | село                         | →5        |